# GP Sven Nys 2011
De 12e editie van de cyclocross GP Sven Nys op de Balenberg in Baal werd gehouden op 1 januari 2011. De wedstrijd maakte deel uit van de GvA Trofee veldrijden 2010-2011. Sven Nys won voor de vijfde keer op rij en tot dan was het zijn tiende overwinning. 

## Mannen elite

### Uitslag
| Plaats | Naam             | Ploeg             | Tijd    |
| ------ | ---------------- | ----------------- | ------- |
| 1      | Sven Nys         | Landbouwkrediet   | 57'01"  |
| 2      | Zdeněk Štybar    | Telenet-Fidea     | + 10"   |
| 3      | Niels Albert     | BKCP-Powerplus    | + 1'21" |
| 4      | Klaas Vantornout | Sunweb-Revor      | + 1'33" |
| 5      | Bart Wellens     | Telenet-Fidea     | + 1'46" |
| 6      | Martin Zlámalík  | Sunweb-Revor      | + 1'58" |
| 7      | Kevin Pauwels    | Telenet-Fidea     | + 2'02" |
| 8      | Tom Meeusen      | Telenet-Fidea     | + 2'04" |
| 9      | Enrico Franzoi   | BKCP-Powerplus    | + 2'15" |
| 10     | Jan Denuwelaere  | Rendement Hypo CT | + 2'32" |

| Pos. | Punten | Pos. | Punten |
| ---- | ------ | ---- | ------ |
| 1    | 60     | 9    | 12     |
| 2    | 40     | 10   | 10     |
| 3    | 30     | 11   | 8      |
| 4    | 25     | 12   | 6      |
| 5    | 20     | 13   | 4      |
| 6    | 18     | 14   | 2      |
| 7    | 16     | 15   | 1      |
| 8    | 14     |      |        |